# Budišić
Budišić (izvirno srbsko Будишић) je naselje v Srbiji, ki upravno spada pod Občino Mali Zvornik; slednja pa je del Mačvanskega upravnega okraja.

## Demografija
V naselju, katerega izvirno (srbsko-cirilično) ime je Будишић, živi 197 polnoletnih prebivalcev, pri čemer je njihova povprečna starost 38,8 let (37,3 pri moških in 40,2 pri ženskah). Naselje ima 87 gospodinjstev, pri čemer je povprečno število članov na gospodinjstvo 2,86.
To naselje je, glede na rezultate popisa iz leta 2002, večinoma srbsko, a v času zadnjih treh popisov je opazno zmanjšanje števila prebivalcev.
|  |

| Demografija | Demografija     | Demografija     |
| Leto        | Št. prebivalcev | Št. prebivalcev |
| ----------- | --------------- | --------------- |
|             |                 |                 |
|             |                 |                 |
|             |                 |                 |
|             |                 |                 |
| 1948        | 306             |                 |
| 1953        | 481             |                 |
| 1961        | 346             |                 |
| 1971        | 308             |                 |
| 1981        | 328             |                 |
| 1991        | 278             | 272             |
| 2002        | 259             | 249             |
|             |                 |                 |

| Etnična sestava po popisu iz leta 2002 | Etnična sestava po popisu iz leta 2002 | Etnična sestava po popisu iz leta 2002 | Etnična sestava po popisu iz leta 2002 | Etnična sestava po popisu iz leta 2002 |
| -------------------------------------- | -------------------------------------- | -------------------------------------- | -------------------------------------- | -------------------------------------- |
| Srbi                                   | Srbi                                   |                                        | 247                                    | 99,19%                                 |
| Bunjevci                               | Bunjevci                               |                                        | 1                                      | 0,40%                                  |
| Neznano                                | Neznano                                |                                        | 1                                      | 0,40%                                  |